# Motala (stad)

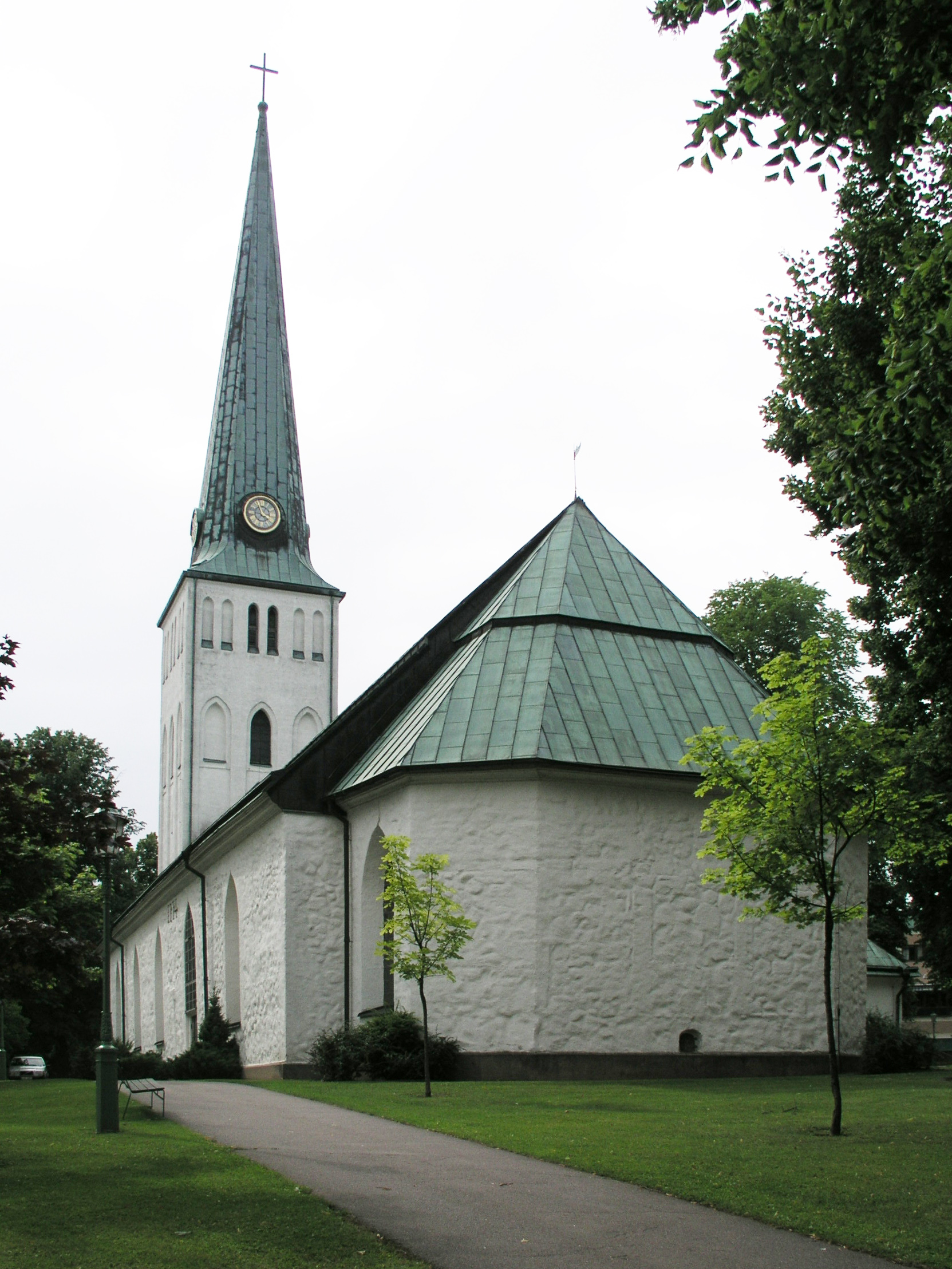
Motala kyrka

Motala is de hoofdstad van de gemeente Motala in het landschap Östergötland en de provincie Östergötlands län in Zweden. De plaats heeft 29.823 inwoners (31 december 2010) en een oppervlakte van 1918 hectare.
De stad ligt aan het Götakanaal en de rivier Motala ström tussen de meren Vättern en Boren.

## Geschiedenis
De stad werd een köping (handelsstad zonder stadsrechten) in 1823 en kreeg haar stadsrechten op 1 april 1881. Naar de hervorming van de Zweedse gemeenten in 1971, werd Motala hoofdstad van de huidige gemeente Motala.
In het begin van de 19e eeuw werd het Götakanaal aangelegd onder leiding van Baltzar von Platen. Motala ligt aan het kanaal en er kwam metaalindustrie die materieel voor het kanaal en de sluizen heeft gemaakt. In 1822 richtte Von Platen Motala Verkstad op, een van de oudste ingenieursbureaus in Zweden die bij de aanleg van het kanaal was betrokken.

## Klimaat
Motala heeft een gematigd klimaat mede door de aanwezigheid van het grote Vättermeer. Dit maakt de zomers koeler en de winters warmer in vergelijking met gebieden in het binnenland van Östergötland. Juli is de warmste maand met een gemiddelde temperatuur van 16,4°C. De koudste maand is februari met een daggemiddelde van -3,3°C. Augustus is met 71 millimeter regen de natste maand en in maart valt slechts 29 mm. Gemiddeld valt er zo'n 515 mm op jaarbasis.

## Verkeer en vervoer
Bij de plaats lopen de Riksväg 32, Riksväg 34 en Riksväg 50. De stad heeft een station aan de spoorlijn via de Bergslagen. Het ligt naast het Götakanaal.

## Bezienswaardigheden
De in Motala gelegen kerk Motala kyrka stamt voor een deel uit de 13e eeuw. Het grootste deel van de huidige kerk is gebouwd tussen 1772 en 1774. En de kerktoren is gebouwd in 1844. Motala heeft ook een eigen strand aan het Vättermeer. Dit strand genaamd Varamon is het grootste aan een meer gelegen recreatiestrand van alle Noordse landen.
In de stad is een automuseum. De expositieruimte is 2400 m² groot en er zijn zo'n 300 automobielen tentoongesteld.

## Geboren in Motala
- Reine Wisell (1941-2022), autocoureur
- Sven-David Sandström (1942-2019), componist
- Anders Holmertz (1968), zwemmer
- Emelie Schepp (1979), schrijfster
- Daniel Friberg (1986), langebaanschaatser

## Partnersteden
- Korsør (Denemarken)

## Trivia
- De onderzeeboot Nautilus in het boek Twintigduizend mijlen onder zee van Jules Verne zou zijn gebouwd door Motala Verkstad.